# Alfonso Sánchez
Alfonso Sánchez Delgado, (Xaém, 14 de fevereiro de 1987) é um basquetebolista profissional espanhol que atualmente defende o Baloncesto Sevilla na Liga Endesa.